# K2-172
K2-172, EPIC 206082454 — одиночная звезда в созвездии Водолея на расстоянии приблизительно 811 световых лет (около 249 парсек) от Солнца.
Вокруг звезды обращается, как минимум, две планеты.

## Характеристики
K2-172 — жёлтый карлик спектрального класса G. Масса — около 0,934 солнечной, радиус — около 0,82 солнечного, светимость — около 0,586 солнечной. Эффективная температура — около 5520 К.

## Планетная система
В 2018 году командой астрономов, работающих с фотометрическими данными в рамках проекта Kepler K2, было объявлено об открытии двух планет: K2-172 b и K2-172 c.